# Толдот Йешурун
Толдот Йешурун (ивр. תולדות ישורון‎) — всеизраильская общественная организация, занимающаяся религиозно-просветительской деятельностью среди выходцев из бывшего СССР. Основной целью организации является формирование русскоязычной иудейской общины в Израиле и интегрирование русскоязычных евреев в израильское общество. «Толдот Йешурун» сотрудничает с целым рядом религиозных и общественных организаций, включая Главный раввинат Израиля.

## История
Организация была основана в 2000 г. под духовным руководством раввина Ицхака Зильбера. В 2004 г., после смерти раввина, «Толдот Йешурун» возглавил его сын Бенцион Зильбер, с благословения ашкеназских раввинов р. Йосефа-Шалома Эльяшива и р. Аарона-Лейба Штейнмана.

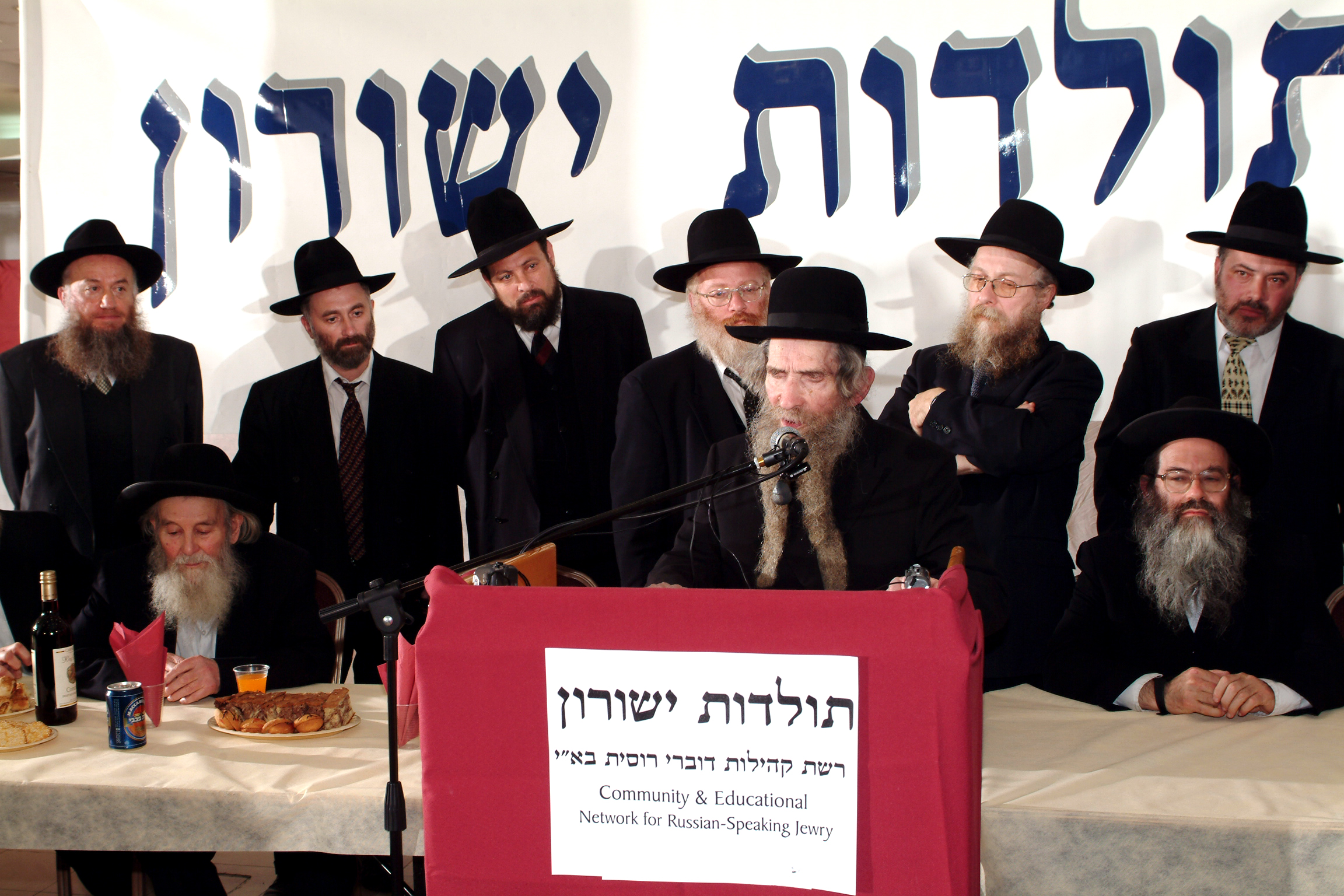
Раввин Аарон-Лейб Штейнман выступает на одном из мероприятий «Толдот Йешурун»

Ещё до формальной регистрации «Толдот Йешурун» раввин Ашер Кушнир и дочь раввина Ицхака Зильбера Хава Куперман проводили уроки для мужчин и женщин, интересующихся иудаизмом. На базе этих уроков после создания организации в 2000 г. была открыта вечерняя ешива, модель функционирования которой позже переняли другие филиалы и организации как в Израиле, так и в диаспоре.
В январе 2004 г. Министерство финансов Израиля и налоговое ведомство при комиссии Кнессета признали «Толдот Йешурун» общественной организацией с правом на освобождение от налогов, предоставляющееся её спонсорам.
На сегодняшний день организация объединяет усилия около 350 русскоязычных раввинов и преподавателей иудаизма. По разным данным, она насчитывает 70 филиалов по всему Израилю.
С самого начала «Толдот Йешурун» приветствовал федеральное функционирование своих филиалов. Многие из них впоследствии превратились в самостоятельные русскоязычные религиозные организации, являясь независимыми финансовыми структурами.

## Деятельность
«Толдот Йешурун» финансирует работу многих еврейских просветительных проектов, например, ешивы для неженатых иммигрантов из СНГ, которая была создана на базе иерусалимской ешивы «Мир». Руководитель — раввин Бенцион Зильбер. Около 100 выпускников ешивы преподают иудаизм в Израиле и за границей.
Главным направлением организации является создание разветвленной сети иудейских общин. Организация также занимается проведением вечерних лекций и оказывает помощь русскоязычным иудейским общинам в различных городах Израиля, таких как Иерусалим, Тель-Авив, Беэр-Шева, Хайфа, Акко, Нетания, Ришон ле-Цион, Ашдод, Модиин, Ашкелон, Офаким и Нетивот и других. Кроме того, оказывается содействие русскоязычным общинам Грузинских, горских и бухарских евреев.
При «Толдот Йешурун» функционирует высшее учебное заведение — академия иудаики по подготовке раввинов под руководством раввина-галахиста Моше Петровера. Кроме того, «Толдот Йешурун» является инициатором создания во многих городах Израиля сети женского образования «Эшет хаиль».

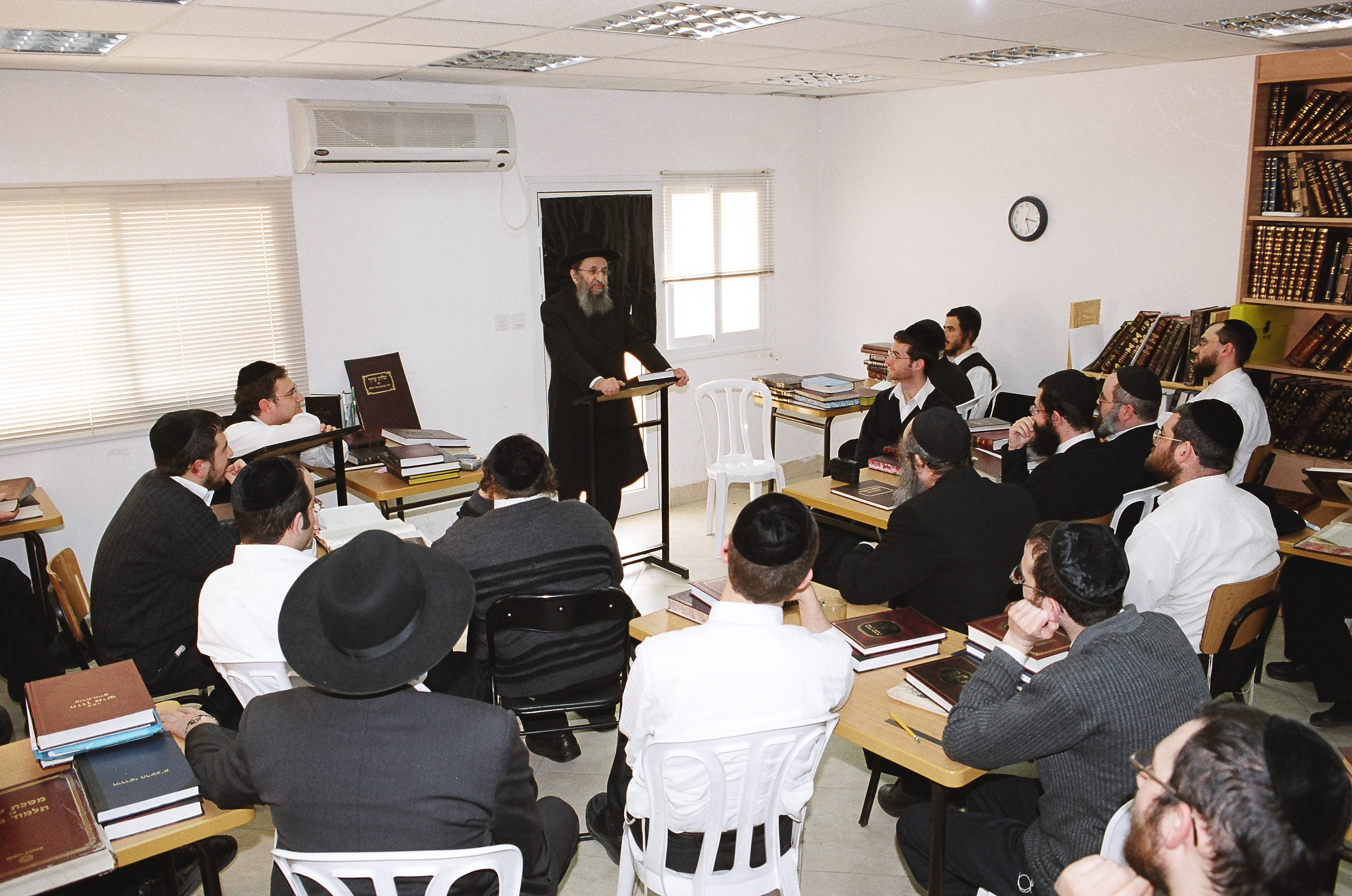
Ученики раввинского колледжа при «Толдот Йешурун» принимают главного раввина Америки Шмуэля Каменецкого

Ежегодно организация выпускает десятки книг и аудиодисков, проводит семинары, летние лагеря, конгрессы русскоязычной общины, мероприятия памяти основателей организации.
Дополнительная сфера деятельности «Толдот Йешурун» — гуманитарные программы для малообеспеченных слоев населения в религиозном секторе, благотворительность для неимущих.
В мае 2002 г. «Толдот Йешурун» основала дочернюю организацию в США, которая получила название Toldos Yeshurun.
С 2006 г. «Толдот Йешурун» совместно с Министерством абсорбции Израиля осуществляет проект «Ахену» (ивр. אחינו‎) («братья»), цель которого — помочь новым иммигрантам из стран СНГ пройти так называемую духовную абсорбцию, под которой подразумевается знакомство с культурой и историей Израиля. В рамках проекта проходят встречи и симпозиумы при участии иммигрантов из бывшего СССР, приехавших в Израиль в 80-х годах.
В 2007 г. организация открывает информационную телефонную линию по вопросам интеграции и приема в религиозные учебные заведения школьного и послешкольного образования. Финансирование проекта осуществляется Министерством абсорбции.

## Финансирование
«Толдот Йешурун» финансируется несколькими тысячами мелких спонсоров, многие из которых учились в заведениях этой организации. Ежегодный бюджет превышает 2.5 млн долларов.
Кроме того, организация пользуется поддержкой американского мецената Зеэва Вольфсона и его сына Арона Вольфсонов, владельцев фирмы Ness Technologies.

## Интернет-сайт
Официальный сайт организации представляет собой портал, посвященный иудаизму и еврейской истории, которым руководят раввины Бенцион Зильбер и Ашер Кушнир. Некоторые рубрики сайта:
- онлайновые консультации раввинов
- видео- и аудиолекции, затрагивающие широкий спектр тем, от еврейской традиции до семейных отношений
- библиотека текстов на религиозную тематику, включая параллельные переводы Танаха

Кроме того, на сайте размещена рубрика знакомств, посетители которой могут внести свои данные в картотеку после прохождения интервью у брачных консультантов («шадханов»).